# Martin Kremer
Martin Kremer (* 23. März 1898 in Geisenheim; † 19. Februar 1971 in Prien am Chiemsee) war ein deutscher Opernsänger (Tenor).

## Leben
Martin Kremer studierte bei Kammersänger Prof. Willy Fahr in Wiesbaden und Giuseppe Borgatti in Mailand. Martin Kremer war ein geschätzter Konzert- und Oratoriensänger (z. B. als der Evangelist in den Passionen von Johann Sebastian Bach) und arbeitete später als Opernsänger und -direktor.
1924 debütierte er am Staatstheater Kassel. Von dort wechselte er 1927 ans Staatstheater Wiesbaden und 1929 an die Staatsoper Dresden. Hier wirkte er bei verschiedenen Uraufführungen mit: im Juli 1933 als Matteo in Arabella von Richard Strauss und Hugo von Hofmannsthal, im Juni 1935 als Henry in Die schweigsame Frau von Strauss und Stefan Zweig sowie im Oktober 1938 als Leukippos in Daphne von Strauss und Joseph Gregor. Kremers Engagement in Dresden dauerte bis zum Jahr 1940.
1938 und 1939 war er bei den Bayreuther Festspielen als Hirte in der Titjen-Inszenierung von Tristan und Isolde zu sehen.
1940–1943 war er am Theater des Volkes in Berlin tätig; 1941–1944 hatte er auch Gastengagements am Deutschen Theater Oslo. Bei den Bayreuther Festspielen wirkte er 1933–1938 als David (Meistersinger) und Froh (Rheingold) mit.
1948 kehrte Martin Kremer an die Staatsoper Wiesbaden zurück. Als Manrico im Troubadour nahm er 1956 seinen Abschied von der großen Bühne; an kleineren deutschen Theatern trat er bis 1960 auf.
Bekannt wurde er frühzeitig auch durch die Schallplatte, u. a. mit Opernaufnahmen der Firmen Orchestrola (1930) und HMV-Electrola (als David in Wagners Meistersinger unter Karl Böhm). In einigen Operettenaufnahmen sang er gemeinsam mit Maria Elsner.
Martin Kremer verbrachte den Ruhestand in seinem Haus in Reit im Winkl, war aber noch regelmäßig in Wiesbaden, in Geisenheim und im Rheingau zu Gast. Am 19. Februar 1971 fiel er mit seinem VW Käfer unverschuldet einem Verkehrsunfall zum Opfer und verstarb noch am selben Tag in Prien im Krankenhaus. Beigesetzt wurde er auf dem Friedhof in Reit im Winkl.

## Ehrungen
- 1956: Goethe-Plakette des Landes Hessen
- 1958: Verdienstkreuz am Bande der Bundesrepublik Deutschland

## Gastauftritte
- 1931 in Amsterdam als David in den Meistersingern
- 1933 an der Berliner Staatsoper
- 1934 Covent Garden Opera, London in der ersten englischsprachigen Fassung von Arabella
- 1935 Festival von Zoppot als David
- 1935 Gran Teatre del Liceu
- 1937, 1939 an der Wiener Staatsoper
- 1939 Théâtre de la Monnaie, Brüssel
- 1942 Wiener Volksoper

sowie an den Opern von Nizza und Genf.

## Teilnahme an weiteren Oper- und Operettenpremieren
- 1926 als Orpheus in Orpheus und Eurydike von Ernst Krenek (Kassel)
- 1930 in Lord Spleen von Mark Lothar (Dresden)
- 1932 in Mister Wu von Eugen d’Albert (Dresden)
- 1933 in Münchhausen von Mark Lothar (Dresden)
- 1935 Titelrolle in Der Günstling von Rudolf Wagner-Régeny (Dresden)
- 1936 in Der verlorene Sohn von Robert Heger (Dresden)
- 1938 in Die Wirtin von Pinsk von Richard Mohaupt (Dresden)
- 1943 in der Operette Der liebe Augustin von Josef Rixner (Theater des Volkes, Berlin)

Im Jahre 1928 sang er in Wiesbaden die ersten Aufführungen von Franco Alfanos Madonna Imperia.

## Opernrepertoire
Rollen in Martin Kremers Opernrepertoire waren:
- Tamino in der Zauberflöte
- Don Ottavio in Don Giovanni
- Der Graf in Rigoletto
- Radames in Aida
- Des Königs Sohn in Engelbert Humperdincks Königskinder
- Tambourmajor in Wozzeck
- Komponist in Jonny spielt auf von Ernst Krenek